# Ла Фолит (Тенеси)
Ла Фолит (енгл. La Follette) град је у америчкој савезној држави Тенеси.

## Демографија
По попису из 2010. године број становника је 7.456, што је 470 (-5,9%) становника мање него 2000. године.
| Група             | 2000.         | 2010.         |
| Белци             | 7.740 (97,7%) | 7.167 (96,1%) |
| Афроамериканци    | 43 (0,5%)     | 31 (0,4%)     |
| Азијати           | 14 (0,2%)     | 16 (0,2%)     |
| Хиспаноамериканци | 33 (0,4%)     | 109 (1,5%)    |
| Укупно            | 7.926         | 7.456         |